# Drosera indica
Drosera indica ist eine fleischfressende Pflanze aus der Gattung Sonnentau (Drosera). Sie ist eine der am weitesten verbreiteten Arten der Gattung und in zahlreichen Ländern der altweltlichen Tropen und Subtropen heimisch.
Drosera indica ist für den Menschen als Nutzpflanze weitgehend bedeutungslos. Sie wirft aber aus systematischer Sicht einige Fragen auf, da sie insbesondere bei ihren Emergenzen vielfältige und teilweise in der Gattung einzigartige morphologische Besonderheiten sowie eine hohe Merkmalsvariabilität aufweist. Daher wird gelegentlich auch von einem Drosera indica-Komplex gesprochen.

## Beschreibung
Drosera indica ist eine unverzweigte, einjährige Pflanze mit wenigen, faserförmigen Wurzeln und erreicht eine Höhe von 5 bis 50 (selten 2 bis 70) Zentimetern. Jüngere Pflanzen stehen aufrecht, ältere wachsen liegend, wobei das aktive Ende der Sprossachse stets aufrechtbleibt. Die Pflanze kann gelblich-grün bis tiefrot gefärbt sein. Ihre Chromosomenzahl beträgt 2n = 28.

### Blätter
Am dünnen, biegsamen und mit kurzen Drüsenhaaren besetzten Stängel stehen die linealischen, 1 bis 10 Zentimeter langen und 0,4 bis 3 Millimeter breiten Blätter locker wechselständig verteilt. Die Blattspreiten werden zum (soweit vorhandenen) 0,1 bis 1,5 Zentimeter langen Blattstiel hin ein wenig schmaler, dieser kann sowohl haarlos, behaart oder drüsig-behaart sein. Junge Blätter stehen aufrecht, mit zunehmendem Alter neigen sie sich, altes Blattwerk hängt welk herab. Nebenblätter fehlen oder sind bis auf kleine Härchen reduziert. Am äußersten Punkt sind die Blattspreiten länglich zugespitzt, an ihren Rändern sind sie dicht mit 1 bis 6 Millimeter langen Tentakeln besetzt, die knaufförmige Drüsen tragen.

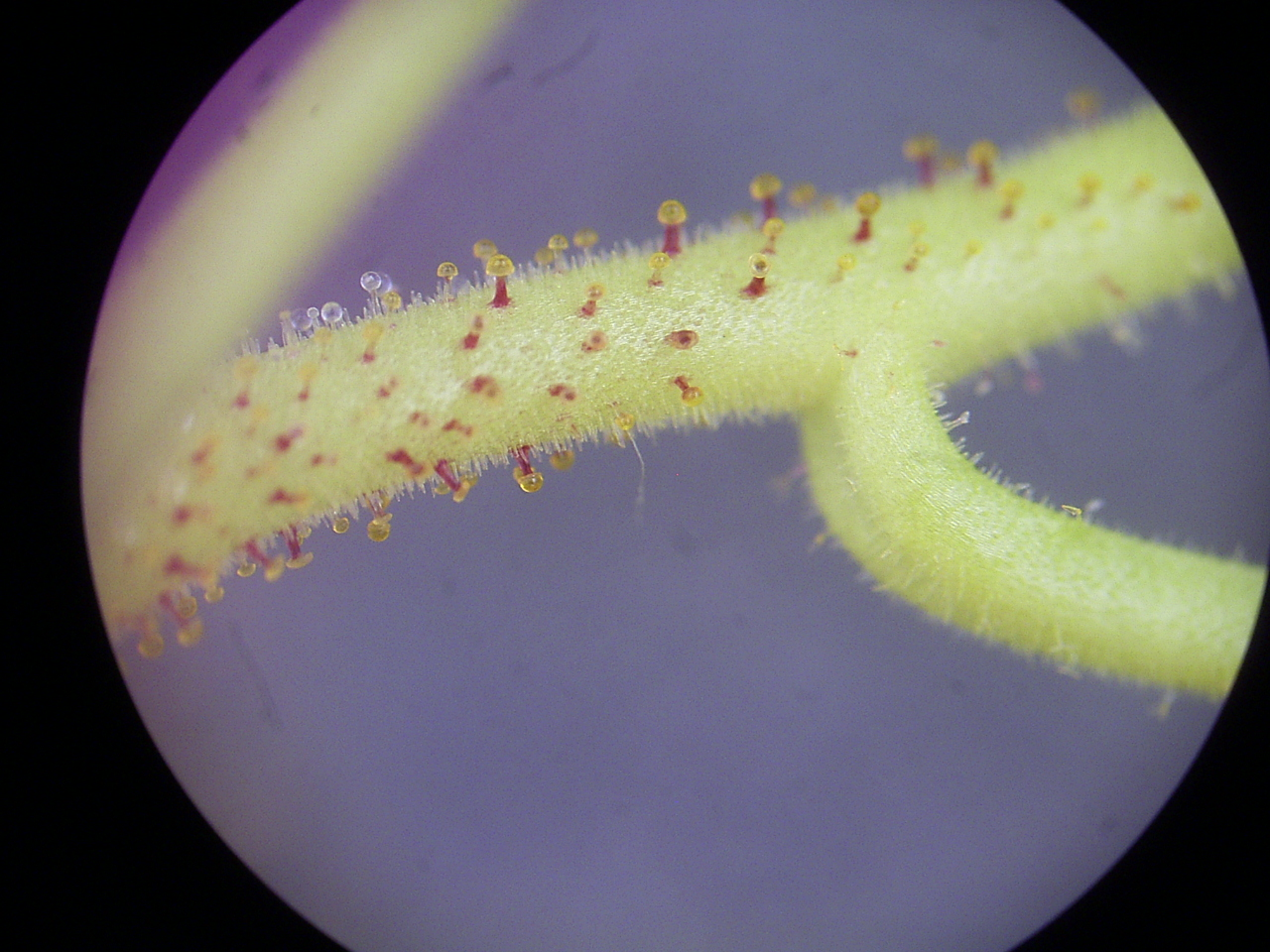
Nichtdrüsige Emergenzen von Drosera indica, (Australien)

Neben den Drüsenhaaren konnten bei Drosera indica auch nichtdrüsige Emergenzen beobachtet werden, wie sie zuvor nur von Drosera hartmeyerorum bekannt waren. Ihre genaue Funktion gilt noch als ungeklärt, möglicherweise dienen sie der Anlockung von Beutetieren. Die bei Drosera indica beobachteten Emergenzen sind zwischen 0,1 und 1,0 Millimeter klein. Bei australischen Varietäten sind sie pilzförmig und besitzen einen halbkugelförmigen gelben Kopf, während afrikanische Varietäten einen farblos durchscheinenden, gewellt tellerförmigen Kopf aufweisen.

### Blüten
Die Blütezeit reicht vom Frühjahrsanfang bis zum Herbstbeginn. Die ein bis vier, meist vollständig mit Drüsenhaaren besetzten Blütenstandsachsen erreichen eine Länge von bis zu 15 Zentimetern und wachsen vom Spross aus den Blattachseln heraus schräg zur Seite. Der 2 bis 5 Zentimeter lange, mit bis zu 0,1 Millimeter langen Haaren besetzte, allmählich verkahlende Blütenstand ist eine Schraubel und trägt zwischen drei und dreißig Blüten an 3 bis 20 Millimeter langen Blütenstielen, die sich während der Fruchtreife auf bis zu 20 Millimeter verlängern. Die linealischen Hochblätter erreichen eine Länge von 6 bis 8 Millimetern und liegen eng am Blütenstängel an, die Tragblätter sind schmal linealisch und 0,5 bis 2 Millimeter lang.
Die fünf lanzettlich bis schmal-länglichen, spitz zulaufenden Kelchblätter sind 3 bis 5 Millimeter lang und 1 bis 2 Millimeter breit. Sie sind mit bis zu 0,03 Millimeter langen Trichomen und rotköpfigen, 0,1 Millimeter langen Drüsenhaaren besetzt und am Ansatz verwachsen. Die fünf Kronblätter sind 5 bis 10 Millimeter lang und 3 bis 6 Millimeter breit, umgekehrt lanzettlich bis umgekehrt eiförmig. Das Farbspektrum ist vielfältig, das Spektrum reicht von weiß über orange und hellrot bis hin zu pink und violett, auf der Außenseite sind sie oftmals blasser gefärbt. Die 5 papillösen Staubblätter sind 1,2 bis 5 Millimeter, die gelben, fadenförmigen bis pfeilspitzenförmigen Staubbeutel 3 bis 4 (selten 0,5 bis 0,8) Millimeter lang. Der unbehaarte Fruchtknoten ist umgekehrt eiförmig bis annähernd rund und 1 bis 2 (bis 5) Millimeter lang. Die drei Griffel sind bis fast zum Ansatz herab zweigeteilt und eingedreht, die das Endstück bildende, papillöse Narbe ist 2 bis 3 Millimeter lang.

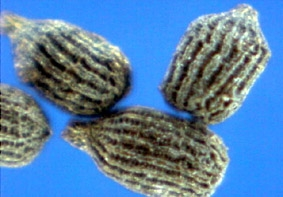
Samen von Drosera indica

### Früchte und Samen
Die breit länglichen bis umgekehrt eiförmigen, 2 Millimeter breiten und 4 bis 6 Millimeter langen Samenkapseln haben drei Kammern. Die 0,4 bis 0,6 Millimeter langen und rund 0,3 (bis 0,5) Millimeter dicken Samen sind schwarz, eiförmig bis elliptisch und laufen an einem Ende spitz zu, die Samenhülle ist grob netzförmig längs und quer gerippt. Das durchschnittliche Samengewicht beträgt 0,0155 Gramm auf tausend lufttrockene Samen.

## Verbreitung und Habitat
Die Art ist weit verbreitet und häufig in tropischen und subtropischen Regionen der Paläotropis.
Sie findet sich in Afrika vom äußersten Westafrika (Senegal, Gambia) über den Niger und Zentralafrika (DR Kongo) bis in den Norden des südlichen Afrika (Angola, Simbabwe, Südafrika, Mosambik) sowie auf Madagaskar. In Ost- und Südostasien reicht ihr Verbreitungsgebiet von China und Japan über Indien, die Philippinen und Indonesien bis hin nach Neuguinea. In Australien fehlt sie nur im äußersten Süden.
Sie gedeiht in Höhenlagen bis 1500 Meter an nassen, sauren Standorten wie Sümpfen, Ufern und Mooren, oft auf felsigem Untergrund. An gestörten Standorten kann sie gehäuft auftreten.

## Systematik und Botanische Geschichte

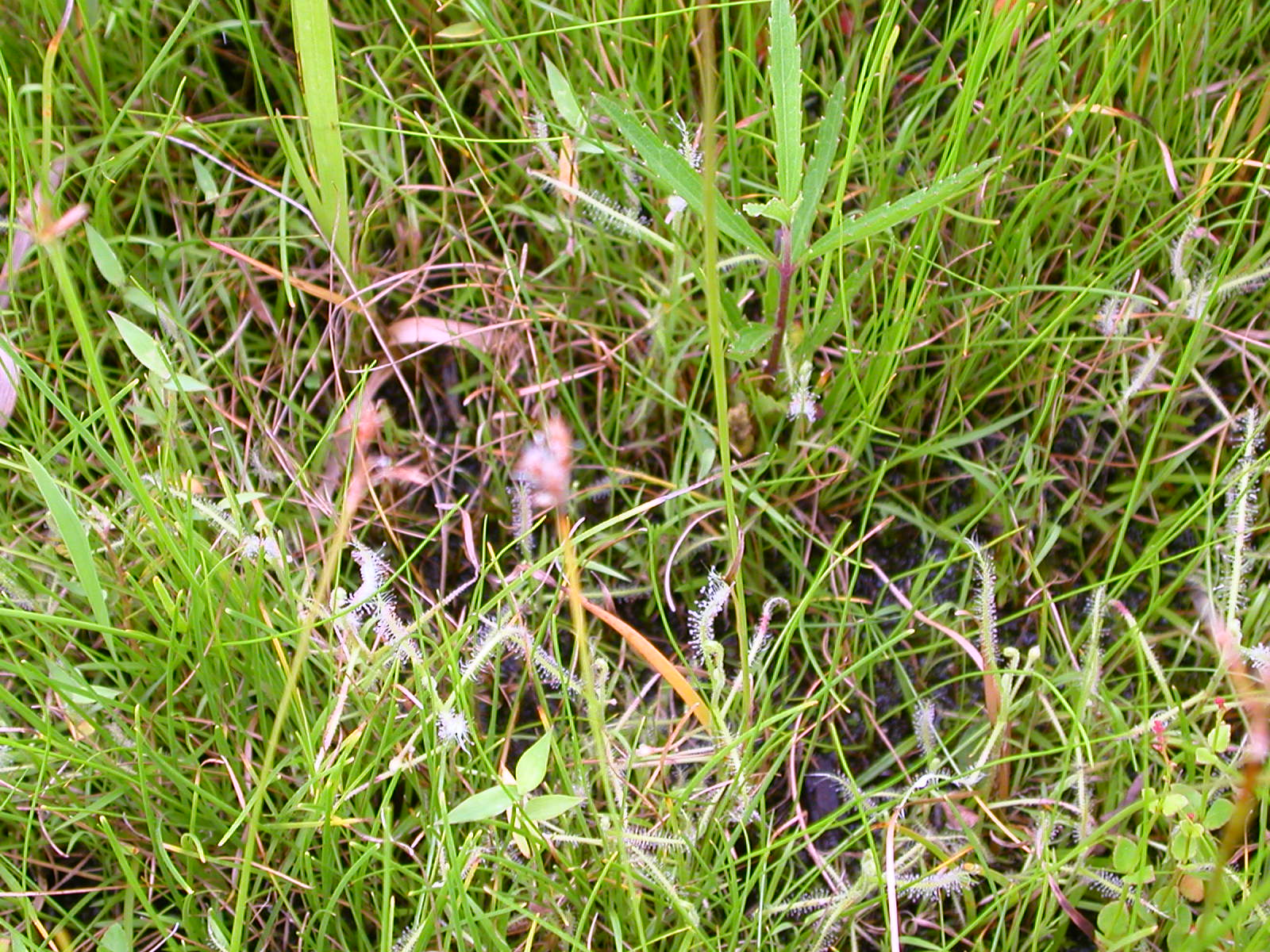
Drosera indica am Standort in Japan

Drosera indica wurde 1753 von Carl von Linné anhand eines Exemplars aus Ceylon erstbeschrieben und mit dem insofern falschen Epitheton indica (= aus Indien) versehen. Die Art ist einer der Ausnahmefälle, in dem der Holotyp kein Herbarexemplar, sondern eine Illustration ist. Obgleich einige Varietäten und Formen beschrieben wurden, wird derzeit keine davon anerkannt.
Dessen ungeachtet wird aufgrund der äußerst vielfältigen Morphologie der Art häufig von einem „Drosera indica-Komplex“ gesprochen, der systematisch noch nicht aufgearbeitet ist und vermutlich weitere Taxa in sich birgt. So teilte 2001 Jan Schlauer Drosera hartmeyerorum als eigene Art ab und Susandarini et al. stellten 2002 für Australien drei morphologisch differierende Gruppen fest und schlugen sie als kryptische Arten vor, die allerdings vor einer Beschreibung noch weiterer Untersuchung bedürften:
|                 | Gruppe A                       | Gruppe B    | Gruppe C                       |
| --------------- | ------------------------------ | ----------- | ------------------------------ |
| Samenoberfläche | Zahlreiche kleine Vertiefungen | Netzartig   | Gefurcht                       |
| Blätter         | Gestielt                       | Ungestielt  | Gestielt, abaxial rotgestreift |
| Staubblätter    | Fadenförmig bis dreieckig      | Fadenförmig | „Kobra-ähnlich“                |
| Blüte           | -                              | -           | Weiß mit roten Staubbeuteln    |

Innerhalb der Gattung steht Drosera indica relativ isoliert in der Sektion Arachnopus, deren einziger Vertreter sie bis zur Beschreibung von Drosera hartmeyerorum war.
Lowrie teilte den Komplex 2013 in 11 verschiedene Arten.

## Verwendung
Drosera indica ist für den Menschen als Nutzpflanze weitgehend bedeutungslos. Von Liebhabern wird sie gelegentlich kultiviert. In asiatischen Ländern wird sie -wie andere Sonnentau-Arten auch – in größeren Mengen als Medizinalpflanze gesammelt und unter anderem in europäische Länder exportiert. Da die Sammlungen nicht nachhaltig stattfinden, ist Drosera indica durch Übersammlung teilweise lokal bedroht, so beispielsweise im indischen Andhra Pradesh.

## Nachweise
- Ludwig Diels: Droseraceae. In: A. Engler (Hrsg.): Pflanzenreich 4. 112:109, 1906, S. 77–79.
- Lianli Lu, Katsuhiko Kondo: Droseraceae. In: Flora of China. Band 8, 2001, S. 200 (Online).
- Barry J. Conn: Droseraceae. In: Barry J. Conn (Hrsg.): Handbooks to the Flora of Papua New Guinea. Band 3, 1995, ISBN 0-522-84582-7, S. 52.
- J. R. Laundon: Droseraceae. In: Flora Zambesiaca. Band 4, 1978  (Online).
- J. R. Laundon: Droseraceae. In: Flora of Tropical East Africa. Band 5, 1959.
- A. A. Obermeyer: Droseraceae. In: The Flora of Southern Africa. Band 13, 1970.
- Allen Lowrie: Carnivorous Plants of Australia. Band 3, 1998, S. 180–183.
- G. J. Harden: Drosera indica. In: New South Wales Flora. (Online).
- Grazyna Paczkowska: Drosera indica. In: Florabase - The Western Australian Flora. 1996 (Online).